# Boro jezik
Boro jezik (borna, bworo, scinacia, shinasha; ISO 639-3: bwo), jezik naroda Boro iz Etiopije, koji pripada čadskoj porodici afrazijskih jezika. Njime govori 19 900 ljudi (1994 census) u regiji Benišangul-Gumuz, blizu Plavog Nila.
Čini sjevernu podskupinu šire skupine gonga. Dijalekti su mu bulen-dibat’e i wenbera-dangur. Etnička populacija 32 894 uključujući 186 Gamila (1994 popis).

## Vanjske poveznice
- Ethnologue (14th)
- Ethnologue (15th)